# Шишкобойка
Шишкобойка (Мурашка) — река в Томском районе и ЗАТО Северск Томской области России. Устье реки находится в 6 км по правому берегу реки Томь (Лабазная протока). Длина реки составляет 19 км.

## Данные водного реестра
По данным государственного водного реестра России относится к Верхнеобскому бассейновому округу, водохозяйственный участок реки — Томь от города Кемерово и до устья, речной подбассейн реки — Томь. Речной бассейн реки — (Верхняя) Обь до впадения Иртыша.
Код объекта в государственном водном реестре — 13010300412115200013121.